# Zenobia (planta)
Zenobia es un género de plantas perteneciente a la familia Ericaceae.  Comprende 7 especies descritas y de estas, solo 3 aceptadas.

## Descripción
Es nativa del sudeste de EE. UU. en Carolina del Norte, Carolina del Sur y Virginia. Es un arbusto caduco o semi-perenne que alcanza 0.5-1.8 m de altura. Las hojas están dispuestas en espiral y poseen una forma de ovada a elíptica, de 2 a 7 cm de longitud. Las flores, blancas y acampanadas, miden 12 mm de longitud y 10 mm de ancho. El fruto es una cápsula con cinco valvas.

## Taxonomía
El género fue descrito por David Don  y publicado en Edinburgh New Philosophical Journal 17(33): 158. 1834. La especie tipo es: Zenobia speciosa (Michx.) D. Don

## Especies aceptadas
A continuación se brinda un listado de las especies del género Zenobia (planta) aceptadas hasta marzo de 2014, ordenadas alfabéticamente. Para cada una se indica el nombre binomial seguido del autor, abreviado según las convenciones y usos.
- Zenobia cassinefolia (Vent.) Pollard
- Zenobia pulverulenta (W. Bartram ex Willd.) Pollard
- Zenobia speciosa (Michx.) D. Don